# Mariadistel
De mariadistel (Silybum marianum) is een een- of tweejarige plant die behoort tot de composietenfamilie (Asteraceae). De naam gaat terug op de legende dat de witte vlekken op de bladeren veroorzaakt zouden zijn door de melk van Maria. De plant komt van nature voor in Zuid-Europa, Noord-Afrika en het Midden-Oosten. In Nederland is de plant een adventieve soort en soms verwilderd. De mariadistel wordt ook in siertuinen gebruikt. Akkerbouwmatig wordt de plant geteeld in Hongarije, Argentinië, Venezuela en China.
De plant wordt 60-150 cm hoog en heeft een gegroefde, iets wollige tot spinnenwebachtig behaarde stengel. De witgevlekte of langs de nerven wit gerande, wasachtige bladeren hebben aan de rand geelachtige stekels. De onderste bladeren zijn zittend, langwerpig en bochtig veerlobbig en de bovenste lancetvormig en hartvormig en stengelomvattend.

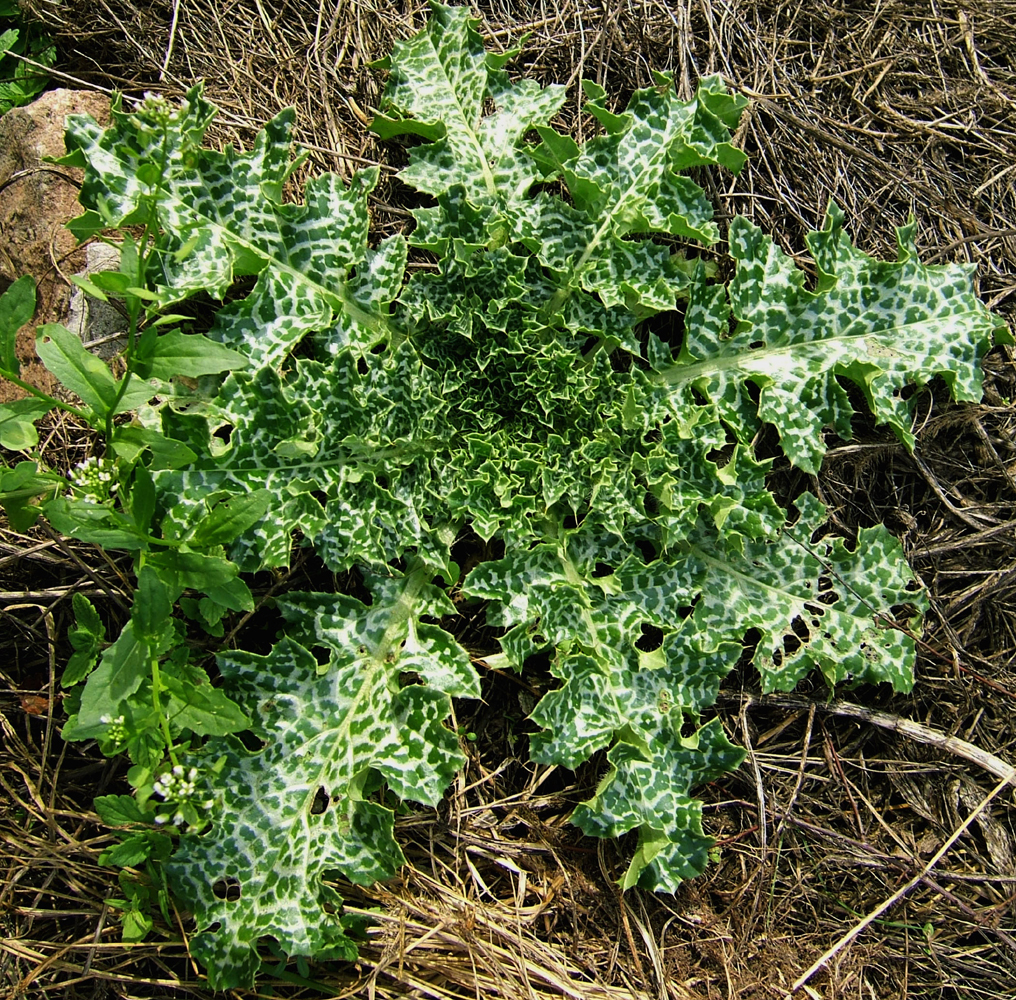
Plantrozet

De mariadistel bloeit in juli en augustus met roze tot purperen, soms witte, bloemhoofdjes, die enkel bestaan uit buisbloempjes. De buitenste omwindselblaadjes zijn in de onderste helft lang getand en de smal driehoekige top heeft een teruggekromde stekel. De bloembodem van het bloemhoofdje is dicht behaard. De pappus bestaat uit vele haren, die onderaan tot een ring zijn vergroeid.

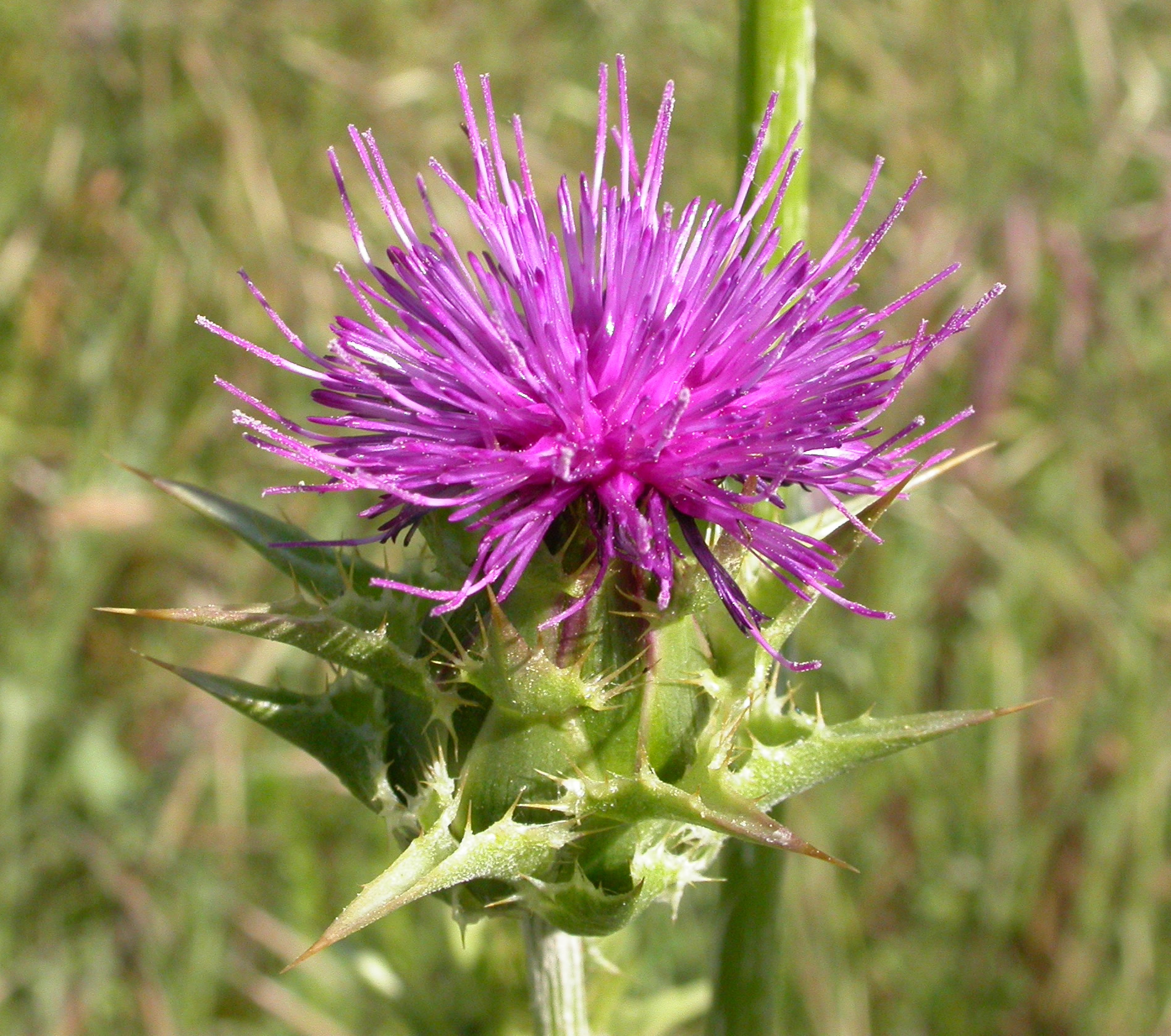
Bloemhoofdje

De vrucht is een glanzend zwart nootje met wit vruchtpluis.
De plant komt in Nederland voor op voedselrijke kalkhoudende grond in wegbermen en wordt er ook akkerbouwmatig geteeld.
Jonge bladeren kunnen op dezelfde manier als spinazie gegeten worden en jonge stengels op dezelfde manier als asperges. Het bloemhoofdje kan net als artisjokken ook gegeten worden.

## Medicinaal gebruik
De zaden worden al eeuwenlang gebruikt voor medicinale doeleinden. Uit de vruchtwand van het nootje worden stoffen voor medicinaal gebruik gewonnen. De vruchtwand bevat 4-6% van deze stoffen. De stof silymarine wordt gebruikt bij chronische leverkwalen en bij galblaaskwalen. Silibinine of een derivaat daarvan wordt gebruikt bij vergiftiging met amatoxine bij ingestie van sommige paddenstoelensoorten waaronder amanieten, met als bekendste voorbeeld de groene knolamaniet . Ook wordt mariadistel veelvuldig gebruikt voor leveronderhoud bij het gebruik van orale 17aa-methylsteroïden. Verder komen nog de stoffen silydianine en silychristine voor. Mariadistel verlaagt ook LDL-cholesterol.